# Axel Cadier
Axel Vilhelm Teodor Cadier (Varberg, 13 settembre 1906 – Göteborg, 29 ottobre 1974) è stato un lottatore svedese, specializzato sia nella lotta greco-romana che nella lotta libera.

## Palmarès
- Giochi olimpici

Los Angeles 1932: bronzo nella lotta greco-romana pesi medi.
Berlino 1936: oro nella lotta greco-romana pesi medio-massimi.
- Mondiali

Helsinki 1933: oro nella lotta greco-romana pesi medi.
Copenaghen 1935: oro nella lotta greco-romana pesi medio-massimi.
Bruxelles 1935: argento nella lotta libera pesi medio-massimi.
Monaco di Baviera 1937: oro nella lotta libera pesi medio-massimi.
Tallin 1938: oro nella lotta greco-romana pesi medio-massimi.